# Secuestro del cónsul Joaquín Waldemar Sánchez
Joaquín Waldemar Sánchez es un ciudadano de Paraguay que era cónsul de su país en la ciudad de Ituzaingó (Corrientes) localidad de Argentina cercana a la frontera con Paraguay que fue secuestrado en Buenos Aires, Argentina el 24 de marzo de 1970 por integrantes de la organización guerrillera Frente Argentino de Liberación para presionar la liberación de dos de sus integrantes que estaban detenidos.

## Los hechos previos
El 5 de abril de 1969 integrantes de la organización guerrillera Frente Argentino de Liberación asaltaron por sorpresa el Regimiento n.º 1 de Campo de Mayo, donde robaron armas que se llevaron en un camión que fue luego abandonado y encontrado por la policía. Siguiendo la pista de unos neumáticos que habían sido adquiridos para el camión que transportó lo robado, la policía identificó a varios integrantes del grupo, entre los cuales estaba Alejandro Baldú, pero solamente logran detener a uno, que permanecerá en prisión hasta 1973. No detectan el nombre de la organización ni ésta sale a la luz.
La organización estaba preparando un asalto a un tren pagador haciéndose pasar por personal de la Fuerza Aérea para lo cual Baldú junto a otro militante, Carlos Della Nave, debían pintar con los colores usados por esa arma dos vehículos. En eso estaban en un galpón alquilado en las afueras de la ciudad de Luján cuando, entre el 16 y el 18 de marzo de 1970, la policía ingresó al lugar y los detuvo pero mantuvo en reserva el hecho mientras mediante torturas procuraba conocer datos de la organización.

## El día del secuestro
Los compañeros de Baldú y Della Nave supieron casi de inmediato la detención y empezaron a pensar en secuestrar a alguien para forzar que se legalizara su situación, ya que hasta entonces la vía legal no había dado resultado, para lo cual debían establecer previamente la rutina del sujeto. Primero lo intentaron con el embajador de Alemania Federal en la Argentina, para lo cual vigilaron su casa desde un vehículo cerrado pero advirtieron que los custodios sospechaban y anotaban el número de la patente, por lo cual probaron con el cónsul inglés de La Plata, al que también se empezó a vigilar.
Pero el tiempo corría y fue entonces que uno de los cuadros sugirió otro objetivo: un cónsul paraguayo que se disponía a viajar a la Capital Federal con el fin de vender allí su Mercedes Benz mediante un aviso en el diario. En realidad era una víctima de muy baja categoría, máxime en comparación con otros secuestrados en esa misma época por organizaciones armadas de izquierda, como el embajador de Estados Unidos en Brasil, Charles Elbrik; el empresario ítalouruguayo Gaetano Pellegrini Giampietro, o el obispo de Guatemala, Mario Casariego lo que, por lado suponía menos dificultades para llevar a cabo y quedaba en parte compensado porque estaba próxima la visita del presidente Alfredo Stroessner a la Argentina. El 24 de marzo de 1970 a la mañana uno de los integrantes telefoneó al cónsul mencionando el aviso y presentándose como interesado en adquirir el vehículo fijo una cita para las 14 horas, en que se presentaron dos militantes muy bien trajeados, y convencieron al cónsul que les mostrara el auto y los acompañara junto a su chofer a dar una vuelta para probarlo. Al llegar a los bosques de Palermo, sacaron armas y los hicieron acostar amordazados en el piso. Luego dejaron al chofer con el auto, pasaron a otro vehículo al cónsul y lo llevaron a una casa donde lo dejaron en una carpa de campamento, armada dentro de una habitación.
La idea original era pedir que legalizaran las detenciones pero como ya se había reconocido la detención de Della Nave —aunque no la de Baldú—, la exigencia pasó a ser que se mostrara públicamente a los dos para corroborar su estado de salud. También debieron decidir cómo firmar los mensajes ya que significaban la presentación en público de la organización, y si bien hasta ese momento habían usado internamente la sigla FAL, todavía no existía un consenso claro sobre su significado; finalmente prevaleció Frente Argentino de Liberación, que expresaba la voluntad de convocar a todas las fuerzas revolucionarias.
El documento que se hizo llegar a los periódicos fue firmado como Frente Argentino de Liberación-Grupo Operativo Táctico Emilio Jáuregui, con fecha 24 de marzo de 1970, y fue el primer mensaje a la opinión pública de una organización guerrillera en la Argentina en la década del 70 decía así:

"El Comando Nacional del Frente Argentino de Liberación denuncia: 1) que hace seis días, dos de sus militantes antiimperialistas fueron detenidos por las fuerzas represivas del régimen de Onganía y sometidos desde entonces a las más bárbaras torturas, que han puesto en riesgo sus vidas. Estos compañeros son Carlos Della Nave y Alejandro Rodolfo Baldú, el último de los cuales es negado con la evidente intención de ser impunemente asesinado. 2) Ante el fracaso de las acciones legales emprendidas para liberarlos de la tortura y preservar sus vidas, el comando nacional del FAL comunica que a las 14.30 de la fecha, el Grupo Operativo Táctico de sus fuerzas patrióticas de liberación ha tomado como rehén al cónsul paraguayo Waldemar Sánchez, reconocido agente de la CIA y representante de la sangrienta dictadura de Stroessner, fiel sirviente del imperialismo yanqui, que desde tantos años explota y humilla a nuestro pueblo hermano. 3) El Comando Nacional del FAL exige: a) La aparición de nuestros compañeros antes de las 22 del día de la fecha, ante los periodistas de prensa y televisión, quienes deberán certificar su estado físico y darlo a conocer públicamente. b) La publicación textual del siguiente comunicado. 4) Asimismo, el FAL informa a los gendarmes de la dictadura que la seguridad de nuestro rehén depende exclusivamente de la paralización inmediata de todo intento de búsqueda y rescate y que el destino futuro de cualquier negociación de su libertad está determinado por el estricto cumplimiento del punto anterior. 5) El FAL aclara a su pueblo que ejerce la violencia revolucionaria contra la violencia de las fuerzas represivas, y que una medida de esta naturaleza es la única respuesta posible ante esta reiteración de brutalidad por parte de la dictadura. Este comando nacional aclara también que esta medida no está dirigida a lesionar la dignidad del estoico pueblo paraguayo, al que consideramos víctima de la misma opresión que la que soporta el pueblo argentino, como lo demostrará el próximo abrazo entre sus dos verdugos: Stroessner y Onganía."

En realidad la pertenencia del secuestrado a la CIA que se afirmaba en el comunicado resultaba dudosa. Sobre la medianoche tanto el embajador del Paraguay en Argentina como la esposa del cónsul confirmaron el secuestro.

## Segundo día
El chofer de Sánchez ayudó a componer un logrado identikit de Pichón, uno de los secuestradores, que el diario Crónica publicó en una edición especial el 25 de marzo. Ese día fue allanado el domicilio de Della Nave, en la localidad de Lanús Oeste, cercana a Buenos Aires, sin resultado. También ese día llegaron dos cartas muy breves pero desesperadas, de puño y letra del cónsul Sánchez, a Crónica, que publicó su facsímil en su edición vespertina. La primera, dirigida a Stroessner, rogaba “poner todo su prestigio e influencia ante el Gobierno Argentino para conseguir mi liberación […] mediante la aceptación de la exigencia del FAL” y la segunda, a su esposa, le pedía usar “su influencia ante los gobiernos paraguayo y argentino para que accedieran a las exigencias del FAL” y para que las fuerzas de seguridad no lo buscaran.
Todo ese día llegaron a los diarios versiones y comunicados falsos de origen variado: grupos que especulaban con obtener alguna ventaja como uno que reclamaba la liberación en Paraguay del médico Agustín Goiburú, un opositor político recientemente encarcelado, otros posiblemente producidos por los servicios de inteligencia para entorpecer las negociaciones, como una llamada telefónica al párroco Victorino Bisi, de la Iglesia de Nuestra Señora de las Victorias, en Barrio Norte, a quien se le pidió que informara de una supuesta nueva exigencia de los secuestradores: que Baldú y Della Nave fueran sacados del país y llevados a México, versión que tuvo gran eco e influyó en los hechos que siguieron.
Por otra parte, Stroessner llegó como estaba previsto a la Argentina, almorzó con Onganía en la residencia presidencial de Olivos y luego se reunió a solas con el presidente argentino. La posición de Paraguay, expresada por boca del canciller Raúl Sapena Pastor, fue que su gobierno “dejaba el problema en manos argentinas” en tanto su homónimo argentino Juan Bautista Martín dijo que el gobierno paraguayo “no iba a interferir” y que no había iniciado gestión alguna. En realidad, la suerte de Waldemar Sánchez no inquietaba demasiado a los presidentes y fue así que Stroessner partió para la residencia El Messidor, en Villa La Angostura, en su previsto plan vacacional sin mencionar el tema en público.
Hubo otros dos hechos ese día; la Policía Federal intentó sin éxito difundir en los medios la versión extraoficial de que Baldú podía haber sido muerto y enterrado por sus propios compañeros y un autodenominado Comando de Represión hizo explotar una bomba en el edificio donde supuestamente vivía Jacobo Tieffenberg, presidente de la FUA y militante del PCR matando una mucama e hiriendo de gravedad a otra en represalia -según dijoo en un comunicado- por el secuestro. En realidad Tieffenberg no vivía allí desde hacía varios años.
Atemorizado, el cónsul ofreció a sus captores, a cambio de su vida, los contactos con una red de tráfico de armas desde Paraguay, lo que fue aprovechado durante los dos años siguientes. A la noche el gobierno comunicó au rechazo a las exigencias, afirmando que Baldú estaba prófugo de la justicia y Della Nave se encontraba “procesado por delitos comunes ante el Juzgado Federal de San Martín”. El cálculo era: condenar a un diplomático de bajo rango que les importaba muy poco y demonizar a sus captores (y junto con ellos a la “subversión” en general).

## Tercer día
En la madrugada del 26 de marzo -que era Jueves Santo- el juez Luque, interviniente en la causa por el allanamiento al galpón de Luján tomó declaración indagatoria a Carlos Della Nave -supuestamente a pedido del mismo- y firmó un acta según la cual manifestó que quería mantenerse a disposición de la justicia y no deseaba ser sacado del territorio argentino, que inmediatamente Luque dio a publicidad. Esa madrugada los pocos periodistas que quedaban de guardia pudieron ver y filmar al detenido. Crónica informó que mantenía inmóvil el brazo derecho y que presentaba un trazo rojo que iba desde la parte superior del tobillo derecho hasta el pie y El Día, de La Plata, señaló su rostro demacrado, con evidentes signos de cansancio y tensión nerviosa. El ministro del Interior, general Francisco Imaz, declaró: “No puede efectuarse el canje porque uno de los individuos cuya libertad piden los raptores no está detenido y el otro no acepta salir del país”.
El plazo había vencido y la verdad es que el FAL nunca había pensado matar al rehén. Mandaron un nuevo comunicado, esta vez a La Prensa, anunciando que estaba próxima una sentencia que sería ejecutada de inmediato y denunciando que Baldú había sido detenido el jueves 19 de marzo por lo que la negativa del gobierno solo podía deberse a que estaba muerto o mutilado. Acompañaba también una nueva carta del cónsul pidiendo la intercesión del “presidente Stroessner, el nuncio apostólico, el Santo Padre, la ONU y todo el cuerpo diplomático” por su vida.
Stroessner pescaba truchas en el Nahuel Huapi, era feriado en Argentina y prácticamente sin actividad en ese Viernes Santo, la sensación generalizada era de que en cualquier momento aparecería muerto Waldemar Sánchez. Un llamado anónimo falso aseguró que el cuerpo ya había sido arrojado al Riachuelo, donde de inmediato policías y hombres rana de la Prefectura Naval Argentina buscaron ese día y el siguiente. Por otra parte el galpón de Luján y sus alrededores eran cavados por bomberos buscando a Baldú y la Policía de la provincia de Buenos Aires realizó innumerables razzias y revisaciones de vehículos en la zona sur del Gran Buenos Aires.

## Cuarto día
Las búsquedas prosiguieron el Viernes Santo y a las 20 horas el FAL dio otro comunicado, firmado como Frente Argentino de Liberación Nacional, en el cual por primera vez explicitaban sus objetivos. Luego de reiterar su versión de lo ocurrido a Baldú y Della Nave afirmaron:

”Nuestro objetivo está puesto en el hombre, en la liberación del hombre, aunque en este duro camino queden vidas de hombres, pero siempre hemos tratado por todos los medios, aún a costa de nuestra seguridad, de evitar producir bajas innecesarias. Nunca hemos tenido que ultimar a hombre alguno. En la acción del Regimiento 7 de Infantería, optamos por evacuar prematuramente el terreno antes que abatir a un soldado conscripto que se dirigía a dar la alarma. En la acción de la toma de una comisaría en Tucumán, preferimos desarmar a golpes a varios policías antes que ultimarlos en el acto. En la acción durante la cual se copó un vivac en Campo de Mayo, permanecimos cincuenta minutos y nos retiramos sin provocar ningún daño físico a ninguno de los setenta soldados y suboficiales de la unidad.

”Pero ahora ha sido ultimado, no en el combate, no en la acción, sino fríamente, premeditadamente, uno de nuestros compañeros más queridos. Esto cambia nuestra posición y nos obliga a adecuarla a esta realidad. Combatimos en nombre de la vida, de la dignidad humana, del hombre. Combatimos en nombre de la libertad y de la justicia. Para ello debimos enfrentar a una dictadura, a un régimen que, en nombre de la explotación, apaña a asesinos y condecora a ladrones. Quede claro ante nuestro pueblo que el terror, el crimen y la tortura no son responsabilidad de unos pocos matones, sino de todo un régimen que necesita de terroristas, de criminales y de torturadores para perpetrar su opresión. Estamos totalmente convencidos de que el enfrentamiento no es entre el gobierno y el Frente Argentino de Liberación Nacional, que la represión no sólo es descargada sobre miembros del FAL, como lo atestiguan las masacres del gobierno hacia el pueblo cordobés para enfrentar la rebelión obrero-estudiantil. Los asesinatos de Bello, Cabral, Pampillón, Hilda Guerrero de Molina, Felipe Vallese, Emilio Jáuregui tampoco deben quedar impunes. Pero en realidad sólo se hará justicia cuando, definitivamente, el pueblo en armas, constituido en ejército revolucionario desde el campo y la ciudad, destruya golpe a golpe el aparato que sostiene el poder de la oligarquía y el imperialismo y comience a transitar por el camino de la liberación nacional y social. Que este día no está lejos nos lo dicen las luchas crecientes que desarrollan también los hermanos pueblos latinoamericanos y sus vanguardias. Nos lo dice también la dictadura que, atemorizada, amenaza al pueblo con reprimirlo en un desesperado intento de impedir el triunfo de los ideales revolucionarios. Comprendemos su desesperación; ellos saben que van a contramano de la historia. Frente Argentino de Liberación Nacional (FAL), 27 de marzo de 1970.”

Durante todo ese día viernes, el tercero desde el secuestro, Raúl Della Nave mantuvo reuniones con varios abogados de la Liga Argentina por los Derechos del Hombre, una entidad que actuaba desde 1937 en la defensa de presos políticos, en la que tenían influencia dirigentes del Partido Comunista y que había sufrido clausura por la famosa Comisión Visca durante el primer gobierno peronista, como Jesús Porto, Antonio Sofía y Cabiche. En el estudio de este último el padre de Della Nave dio una conferencia de prensa con periodistas de medios gráficos, radio y televisión y aclaró que tanto la negativa respecto de que su hijo fuera canjeado por el cónsul como la desmentida sobre las torturas habían sido inducidas por el Juez. También contó que por la tortura su hijo tenía una luxación de hombro y lastimaduras en los tobillos por las contracciones que le produjeron las descargas eléctricas de la picana.

## Quinto día
El sábado de Gloria 28 de marzo en las primeras horas de la madrugada del 28 de marzo, el cónsul Waldemar Sánchez fue puesto en libertad en la estación Florida del Ferrocarril Mitre con dinero suficiente para tomar el tren hasta Retiro y un taxi hasta el hotel donde todavía estaban alojadas su mujer y su hija. Como temían un posible asesinato por la policía le pidieron que llegara hasta el hotel sin llamar la atención, lo que así hizo para recién a las ocho de la mañana concurrir a la embajada paraguaya, donde declaró a la prensa que había recibido un trato considerado. Más tarde en un comunicado la FAL se dirigió hizo saber la libertad del cónsul y su decisión de "ejecutar en represalia a un número indeterminado de agentes represivos, culpables de los delitos de vejámenes, crímenes y torturas a nuestro pueblo”.
A todo esto los abogados de Della Nave fueron reemplazados por los peronistas Isidoro Ventura Mayoral, Rodolfo Tecera del Franco y Edgar Sá, quienes declararon a la prensa: “Carlos Della Nave nos ha manifestado que no fue coaccionado ni apremiado por la Policía ni por el Juez para que firmara el documento en el que se niega a ser canjeado por el cónsul paraguayo, sino que se negó a ello por su propia voluntad, e incluso aclaró que el doctor Luque le ha dispensado un trato especial”, Ventura Mayoral dijo que Della Nave había sido torturado, pero no en el Departamento Central de Policía, sino en otro lugar que desconoce y que no le constaba que los torturadores hubieran sido policías.
El cambio de abogados dio lugar a opiniones dispares: para Malter Terrada, un integrante del FAL, fueron llamados por el juez Luque para “limpiar la imagen del gobierno” y asegurarse de que la defensa no cuestionara la versión oficial sobre la desaparición de Baldú (de hecho, así sucedió). Cibelli opina que los nuevos abogados negociaron desmentir que hubiese sido torturado cuando ya se encontraba bajo la responsabilidad del Juez, a cambio de frenar los tormentos o de obtener una condena leve; y que los Della Nave eligieron la nueva defensa con un discurso menos politizado y más negociador. Para Hendler fue probablemente una combinación de las dos hipótesis.

## Repercusiones
La revista Análisis en una nota sin firma hizo este balance: “El FAL consiguió algunos puntos victoriosos: una espectacular movilización policial había resultado infructuosa [para detenerlos o rescatar al cónsul], la organización guerrillera había ganado notoriedad internacional, y la aureola de humanitarismo les pertenecía” y el gobierno había “mantenido la imagen de autoridad al no aceptar el chantaje político”. Dentro del FAL, según uno de sus militantes, consideraron que los fascinó la repercusión en los medios y les pareció que el secuestro había tenido una fuerza mucho mayor que ninguna otra acción, y que ese era el atajo correcto para seguir la lucha, una forma de operar sobre la realidad más rápida y efectiva que cualquier trabajo político de masas. Sin embargo, apenas dos meses después, el 29 de mayo de 1970, fue eclipsado por el secuestro y posterior asesinato de Pedro Eugenio Aramburu y nadie volvió a acordarse en las siguientes cuatro décadas del cónsul,  de Baldú ni de Della Nave.

## La novela de Graham Greene
Al tiempo del secuestro el novelista británico Graham Greene estaba en su segunda visita a la Argentina invitado por Victoria Ocampo, para conocer la provincia de Corrientes y las actividades allí del Movimiento de Sacerdotes para el Tercer Mundo. Así se inspiró su novela, ‘’El Cónsul Honorario’’, ambientada en una ciudad ficticia del noreste argentino, en la que una fuerza insurgente paraguaya para exigir la liberación de presos políticos del régimen de Stroessner secuestra a un diplomático de poca monta que se disponía a importar un vehículo para luego venderlo en Buenos Aires. Stroessner se encuentra en vacaciones en pescando en el sur argentino y prohíbe que lo interrumpan por ese tema. Greene hace jugar otros personajes, como un mediador que es el amante de la esposa del cónsul, y otros conflictos, como el relativo al compromiso social de la Iglesia tercermundista, cuya causa apoya explícitamente, y la opción por la lucha armada, ello sin dejar de lado el problema central que tuvo el FAL acerca de qué hacer con ese rehén tan poco valioso a quien nadie le preocupaba salvar e, incluso, haciendo que uno de sus personajes mencione en tiempo pasado —aunque sin mencionar su nombre— al caso de Sánchez.